# Polo aquático nos Jogos Olímpicos de Verão de 1920
O torneio de Pólo aquático nos Jogos Olímpicos de Verão de 1920 foi realizado em Antuérpia, Bélgica. As partidas foram disputadas de 22 a 28 de agosto.

## Masculino
| Ouro | Prata | Bronze |
| Reino Unido Charles Sydney Smith Paul Radmilovic Charles Bugbee Noel Purcell Christopher Jones William Peacock William Henry Dean | Bélgica Albert Durant Gérard Blitz Maurice Blitz Joseph Pletinckx Paul Gailly Pierre Nijs René Bauwens Pierre Dewin | Suécia Harald Julin Robert Andersson Vilhelm Andersson Erik Bergqvist Max Gumpel Pontus Hansson Erik Andersson Nils Backlund Theodor Naumann |

### Primeira fase
| Espanha | 1–1  | Itália         |
| Suécia  | 12–0 | Checoslováquia |
| França  | 1–1  | Brasil         |
| Bélgica | 11–0 | Suíça          |

#### Desempate - primeira fase
| Brasil | 5–1 | França |

A outra partida de desempate que seria realizada entre Espanha e Itália não ocorreu devido a desistência dos italianos. Com isso a Espanha classificou-se a fase seguinte

### Quartas de final
| Estados Unidos | 7–0 | Grécia        |
| Reino Unido    | 9–0 | Espanha       |
| Suécia         | 7–3 | Brasil        |
| Bélgica        | 2–1 | Países Baixos |

### Semifinal
| Reino Unido | 7–2 | Estados Unidos |
| Bélgica     | 5–3 | Suécia         |

### Final
| Reino Unido | 3–2 | Bélgica |

## Disputa pelo 6º lugar
| Grécia | 6–1 | Itália |

## Repescagem

### Primeira rodada
| Países Baixos  | 6–1 | Checoslováquia |
| Estados Unidos | 5–0 | Espanha        |

### Segunda rodada
| Suécia | 9–1 | Países Baixos |

### Terceira rodada - disputa de prata e bronze
| Bélgica | 7–2 | Estados Unidos |
| Suécia  | 5–2 | Estados Unidos |